# Lata Mangeshkar
Lata Mangeshkar (in marathi लता मंगेशकर; Indore, 28 settembre 1929 – Mumbai, 6 febbraio 2022) è stata una cantante indiana.

## Biografia
Lata era la sorella maggiore delle cantanti Asha Bhosle e Usha Mangeshkar, nonché di Hridayanath Mangeshkar  e Meena Mangeshkar. 
Divenuta nel corso degli anni una delle più note e rispettate cantanti di musica da film indiane, Mangeshkar iniziò la sua carriera nel 1942, facendo parte della storia di Bollywood per più di sei decenni e mezzo ed incidendo brani, principalmente in lingua hindi, per oltre mille film indiani. Fu la seconda cantante insignita del Bharat Ratna, la più alta onorificenza civile dell'India.
Mangeshkar ha fatto parte del Guinness dei primati dal 1974 al 1991 come cantante con il maggior numero di registrazioni al mondo, pari a circa 30.000 tra brani da solista, duetti e canzoni con il coro tra il 1948 e il 1987. Nel corso degli anni, mentre varie fonti hanno sostenuto questa tesi, altri hanno sollevato perplessità sulla sua veridicità, sostenendo che tale numero è molto esagerato e che la sorella minore, Asha Bhosle, aveva registrato più canzoni di quanto avesse fatto Lata.
Lata Mangeshkar è morta nel 2022 per complicazioni da Covid-19. Per i suoi meriti artistici ha ricevuto funerali di Stato.

## Curiosità
- Il giovane Freddie Mercury, che dal 1955 al 1963 frequentò il collegio a Bombay, crebbe ascoltando la sua musica e da lei venne in parte influenzato.